# Новоміховська
Новоміховська (пол. Nowomichowska) — село в Польщі, у гміні Баранів Пулавського повіту Люблінського воєводства.
Населення — 34 особи (2011).

## Демографія
Демографічна структура станом на 31 березня 2011 року:
|          | Загалом | Допрацездатний вік | Працездатний вік | Постпрацездатний вік |
| -------- | ------- | ------------------ | ---------------- | -------------------- |
| Чоловіки | 16      | 2                  | 9                | 5                    |
| Жінки    | 18      | 4                  | 5                | 9                    |
| Разом    | 34      | 6                  | 14               | 14                   |